# Hermetia burmeisteri
Hermetia burmeisteri är en tvåvingeart som beskrevs av Lindner 1949. Hermetia burmeisteri ingår i släktet Hermetia och familjen vapenflugor. Inga underarter finns listade i Catalogue of Life.